# Філк

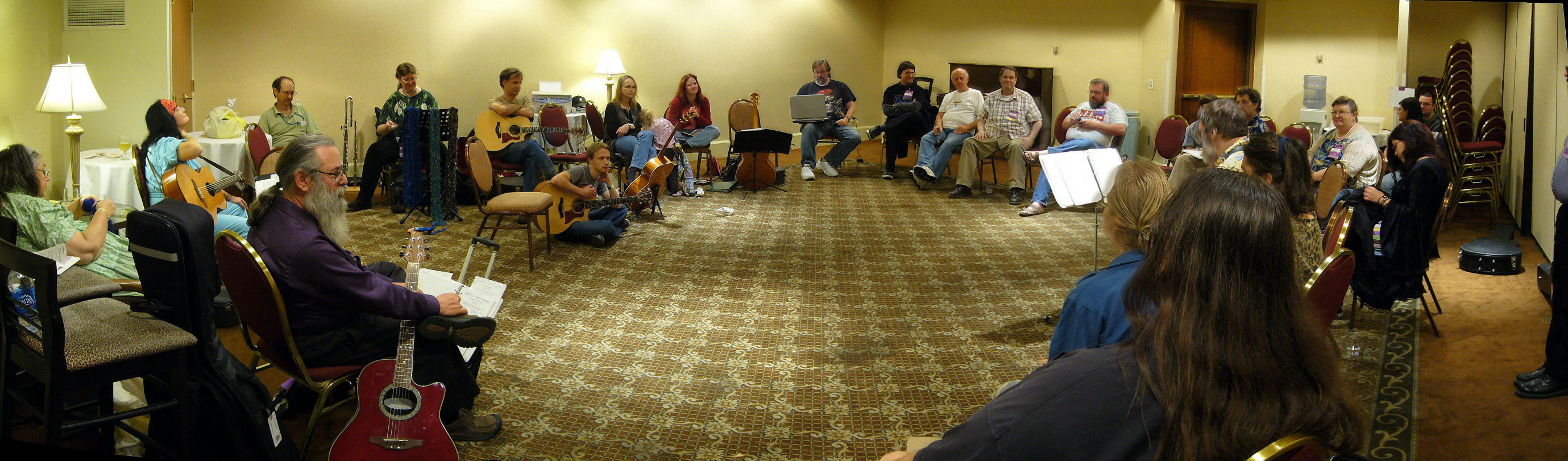
Baycon 2006 Saturday Night Open Filk Circle

Філк (англ. filk = fiction + folk = вигадана народна музика) — сучасний фольклорний пісенний жанр, що зародився на фантастичних конвентах США в 50-х роках минулого століття. Всі філк-пісні базуються на фантастичних всесвітах. Іншими словами, це пісні-фанфіки, дуже часто гумористичні та непристойні, співставні з баладами народних бардів. 

Спочатку Філком називали просто пісні, похідні від існуючих (музичні пародії). В результаті помилки у вислові «folk music» у нарисі «Вплив наукової фантастики на сучасну американську філк-музику» Лі Джейкобз з'явився вираз «filk music». Першим навмисним вживанням цього терміна вважається опубліковане описання пісні Пола Андерсона (відомого письменника-фантаста) його дружиною 1952 року в «Журналі суцільної нісенітниці».

## Стилі та теми
Відповідно до фольклорного коріння філку, музичні стилі та теми філк пісень є найрізноманітнішими. Філк виправдав себе як акустично-інструментальні народні пісенні, хоча частина артистів, створюючи свої філк балади, черпали натхнення із рок, хіп-хоп та інших стилів.
Спектр тем філк пісень випливає з його культурним корінням фендому. Багато пісень присвячено конкретним роботам в науковій фантастиці, фентезі або спекулятивній літературі. Інші — про науку, фантастику, комп'ютери, технології в цілому, або цінності пов'язані з технологічним прогресом. Багато пісень в стилі філк (наприклад, Леслі Фіш «Carmen Miranda's Ghost Is Haunting Space Station 3») є гумористичними, в той час як інші — досить серйозні (Стів Макдональдс «Journey's Done»).
Тим не менш, існують загальні теми, що ніяк не співвідносяться з науково-фантастичним корінням філку. Такі теми включають в себе пісні про кішок, поп-культуру і політику. Значна частина філк культури — пародії на існуючі поп та фолк пісні.

## Типові інструменти
- народні інструменти
- акустична гітара
- синтезатор

## Pegasus Awards
«Pegasus Awards» були засновані для визнання майстерності в жанрі філк.
Нагороди видаються щорічно на Ohio Valley Filk Fest (OVFF) за результатами голосування, в шести номінаціях, дві з яких змінюються кожного року.
У голосуванні може брати участь будь-хто, через інтернет, поштою , або безпосередньо на OVFF.

### Щорічні номінації
- Найкраща філк пісня (англ. Best Filk Song)
- Найкраща класична філк пісня (англ. Best Classic Filk Song)
- Найкращий поет/композитор (англ. Best Writer/Composer)
- Найкращий виконавець (англ. Best Performer)

## Filk Hall of Fame
З 1995 року Filk Hall of Fame (Зал Слави Філку) відзначає артистів, що зробили свій внесок до філк спільноти. Обрані номінанти:
| - Лісса Аллкок (2002); - Гері Андерсон (1999); - Карен та Пол Андерсон (2003); - Роберт Аспрін (1995); - Баррі & Саллі Чайлдс-Елтон (2003); - "Декадент" Дейв Клемент (1999); - Хуаніта Коулсон (1996); - Кріс "Керіс" Кроутон(2007); - Рафі Калпін (1998); - Гордон Р. Діксон (2001); - Кейті Дроідж & Джуліан Хоніш (2004); - Джулія Еклар (1996); - Леслі Фіш (1995); - Кліф Флінт (2005); - Лі & Баррі Голд (1997); - Франклін Ганкелман (2006); - Франк Хейс (2009); - Джудіт & Дейв Хеймен (2005); - Валері Хаусден (2004); - Боб Канфскі (2003); - Боб Лоран (1996); - Спенсер Лав (1997); - Стів Макдональд (2006); - Кріс "Менестрелі" Мальме (2003); | - Лоїс Манган (2006); - Кеті Мар (1996); - Білл Марашіельо (1996); - Гарі Мак-Гат (2004); - Синтія Маккіллін (1998); - Маргарет Мідлтон (1997); - Еріка Нілі (2009); - Гута Норз (2001); - Цандер Нуронд (2000); - Off-Centaur Publications (1995); - Боб "Док" і Енн Пассовой (2008); - Брюс Пелс (2007); - Доктор Джейн Робінсон (2000); - Білл Ропер (2000); - Гретхен Ропер (2006); - Стів і Коллін Савицькі (2008); - Кетлін Слон (2007); - Том Сміт (2005); - Ервін Штраус (1998); - Білл і Бренда Саттон (2001); - Кірстін Танджер (Scholz) (2002); - Алан Тісен (2002); - Мері Еллен Уесселс (1999). |